# Kastell Schloßau
Das Kastell Schloßau war ein römisches Numeruskastell der älteren Odenwaldlinie des Neckar-Odenwald-Limes. Es befindet sich am nördlichen Rande des Ortszentrums von Schloßau, einem Ortsteil der Gemeinde Mudau im Neckar-Odenwald-Kreis in Baden-Württemberg. Durch die im ersten Jahrzehnt des 21. Jahrhunderts durchgeführten archäologischen Ausgrabungen ist der Vicus von Schloßau die derzeit besterforschte Zivilsiedlung eines römischen Kastells am Odenwaldlimes.

## Lage

Lage des Kastells Schloßau
(Grabung 1897)

Das Kastell wurde in einem deutlichen Limesknick auf einer ausgedehnten Höhe errichtet, die im Bereich der römischen Grenzanlage westlich und nordwestlich große, steilabfallende Geländezungen bildet und an ihrem Fuß in schmalen Tälern mündet. Schloßau liegt auf einer flachen, nach Osten absteigenden Geländekuppe, die sich am Beginn eines nach Nordwesten gestreckten Bergsporns befindet. Aus noch etwas westlicherer Richtung kommend, lief der Limes quer über diesen Sporn und knickte am Kastell nach Süden ab. Die Besatzung konnte in westlicher Richtung den am höchsten Punkt der Geländekuppe stehenden Limeswachturm Wp 10/38 ausmachen und mehrere Türme im Süden sehen. Im Osten, bereits außerhalb des Reichsgebietes, war der Zugang zu einem kurzen, steil nach Nordwesten abfallenden Geländeeinschnitt in den Ernsttaler Grund einzusehen.
Durch die Ergebnisse der Ausgrabungen im zur Garnison gehörenden römischen Lagerdorf zwischen 2003 und 2007, ist der seit 1926 angenommene Limesverlauf bei Schloßau hinfällig. Er wäre sonst nicht nur direkt an der nordwestlichen Kastellecke, im Bereich des Grabens verlaufen, sondern hätte die südlich des Lagers liegende Siedlung quer durchschnitten. Man nimmt nunmehr an, dass die Grenzlinie rund 120 Meter östlicher als bisher gedacht verlief.

## Forschungsgeschichte

Grundriss des Kastells Schloßau
(Grabung 1897)

Bereits der Flurname Burggewann deutet auf eine lange Überlieferungsgeschichte dieses Militärplatzes hin. Höchstwahrscheinlich ist der 1271 urkundlich als Slozzahe erwähnte Ort Schloßau noch mit dem alten Kastell in Übereinstimmung zu bringen, dessen Überreste möglicherweise bis ins Mittelalter bestanden. Noch für 1413 wird ein Heinrich uff der pfalcz zu Shoßauwe genannt. Diese Pfalz könnte im Bereich der antiken Garnison bestanden haben. Schon bei den ersten Ausgrabungen, die 1809 im Auftrag des Grafen Franz I. zu Erbach-Erbach stattfanden, konnten jedoch nur noch wenige Reste der römischen Anlage festgestellt werden. Weitere Ausgrabungen wurden 1863 und 1866 durch den Buchener Altertumsverein und um 1900 durch die Reichs-Limeskommission durchgeführt. Zwischen dem Lager und dem heutigen Ortskern befand sich der Kastell-Vicus, das für römische Militäranlagen typische Lagerdorf. In diesem Bereich, etwa 60 Meter südlich der Lagerumwehrung, deckte der Altertumsverein bereits 1863 das Kastellbad auf, das 1897 nachuntersucht wurde. von 2003 bis 2007 fanden neuerliche Untersuchungen des Landesdenkmalamtes Baden-Württemberg unter der Leitung von Britta Rabold im Bereich des Vicus statt. Die Ausgrabungsergebnisse weisen auf mindestens drei Bau- bzw. Nutzungsphasen hin. Durch diese Ausgrabungen ist der Vicus von Schloßau der besterforschte Kastellvicus am Odenwaldlimes.

## Baugeschichte
Bei dem rechteckigen, 80 × 73 Meter (= 0,58 ha) großen Kastell Schloßau handelt sich um ein typisches Numeruskastell. Einem in trajanischer Zeit erbauten Holz-Erde-Lager folgte an dieser Stelle später ein Steinbauwerk. Spätestens mit der Vorverlagerung des Limes um 159 n. Chr. wurde die Garnison aufgegeben.
Die einst sicherlich von Zinnen bekrönte Wehrmauer der Garnison wurde mit einer Breite zwischen 0,90 und 1,20 Metern vermessen. Der Grundriss besitzt die für Kastelle der mittleren Kaiserzeit typischen abgerundeten Ecken, in denen sich bei den Grabungen offenbar keine Spuren möglicher Steintürme zeigten. Einzig an der einspurigen Porta praetoria, dem Haupttor der Anlage, sowie am baulich sehr ähnlichen Südtor, der Porta principalis dextra, konnte zumindest noch Spuren der jeweils zwei flankierende Tortürme ausgemacht werden. Das Lager verfügte insgesamt über drei Tore; neben der nach Osten auf den Limes hin ausgerichteten Porta praetoria befand sich gegenüber dem Südtor an der Nordumfassung des Lagers die gleichfalls mit nur einer Zufahrt und zwei Türmen ausgestattete Porta principalis sinistra. Das Kastell wurde von einem fünf bis sechs Meter breiten und bei der Ausgrabung noch 1,5 Meter tiefen Graben umgeben. Der Aushub des Grabens wurde im Lagerinneren an die Wehrmauer geschüttet und in Form einer Erdrampe als Wehrgang verwendet. Um diese Rampe am Abrutschen zu hindern, legten die römischen Arbeiter am Fuß des Walls eine kleine Mauer an. Entlang dieses Mäuerchens wird in Schloßau die Via sagularis, die das Kastell vollständig umlaufende Lagerringstraße, vermutet.
Im Lagerinneren haben sich nur noch wenige Spuren der einstigen Innenbebauung erhalten. Wie für Militärbauten dieser Zeit üblich, wurde das Zentrum des Kastells von einem Verwaltungs- und Stabsgebäude, den Principia dominiert. Die Ausgräber konnten in Schloßau jedoch nur noch wenige Spuren dieses weitgehend normierten Bauwerks feststellen. So kann ein nach Osten offenes Mauergeviert als Abgrenzung des einstigen rechteckigen Innenhofs gesehen werden, der in römischer Zeit von längsstehenden Verwaltungstrakten umsäumt war. Einzig das westlich, im rückwärtigen Teil der Principia angeordnete 5 × 5 Meter große und massiv gemauerte Fahnenheiligtum sowie die beiden links und rechts anschließenden Räume sind weitere bekannte Baureste. Zwischen dem Stabsgebäude und dem Osttor wurde ein Brunnen aufgedeckt. Ansonsten konnten nur geringe Spuren der einst in Fachwerkbauweise errichteten Innenbebauung festgestellt werden.
Heute zeigt sich das Kastell nur noch als schwache Bodenspur im Gelände.

## Kastellbad

Therme des Kastells Schloßau
(Grabung 1897)

Das 25 Meter lange Badegebäude befand sich rund 60 Meter südöstlich der Porta principalis dextra. Die ergrabenen Überreste sind in der Art römischer Reihenbäder ausgeführt, wie sie in ähnlicher Form auch von anderen Grenzkastellplätzen bekannt sind. Die Kastellbäder wurden höchstwahrscheinlich auch von den örtlichen Bewohnern der Lagerdörfer mitverwendet. Bei seiner Ausgrabung wurden Ziegelstempel der in Mogontiacum (Mainz) stationierten Legio XXII Primigenia pia fidelis (22. Legion „Primigenia“, pflichtbewusst und treu) sowie der in Argentoratum (Straßburg) liegenden Legio VIII Augusta (8. Legion „Augusta“) gefunden. Es ist davon auszugehen, dass diese Legionen entweder mit Bautrupps vor Ort gewesen sind oder zumindest Baumaterial lieferten. Das Bad wurde von Norden betreten, ein mögliches Apodyterium  (Umkleideraum) fehlt. Während der Grabungen des 19. Jahrhunderts war es zumeist noch nicht möglich, hölzerne Anbauten im Boden zu identifizieren. Aufgrund neuerer Grabungsmethoden ist heute bekannt, dass etliche Militärbäder teilweise Fachwerkanbauten besaßen. Vielleicht war auch dem Schloßauer Bad ein solcher Anbau mit Umkleidemöglichkeiten vorgelagert. Nach dem Eintritt stand der Erholungssuchende im  rechteckigen Frigidarium (Kaltbad). Östlich gab es noch einen kleinen Annexraum, ebenfalls ein Kaltbad, westlich konnte eine große, beheizbare halbrunde Apsis, das Sudatorium (Schwitzbad) betreten werden. Weiter südlich folgte ein schmaler Flur, der quer zur Längsachse der Therme verlief. In seinem Untergrund verlief nach Osten ein großer Abwasserkanal aus dem Gebäude. Der nächste Raum war ein Tepidarium (Laubad), gefolgt von einem Caldarium (Warmbad). Hinter der Südwand des Caldariums befand sich das Praefurnium (Heizraum), von dem aus die Räume erwärmt wurden. Aufgrund der leichten Hanglage haben die Erbauer an der Ostfassade vier Stützpfeiler in Form von weitausragenden Wandpfeilern errichtet.

## Truppe und Militärpersonal

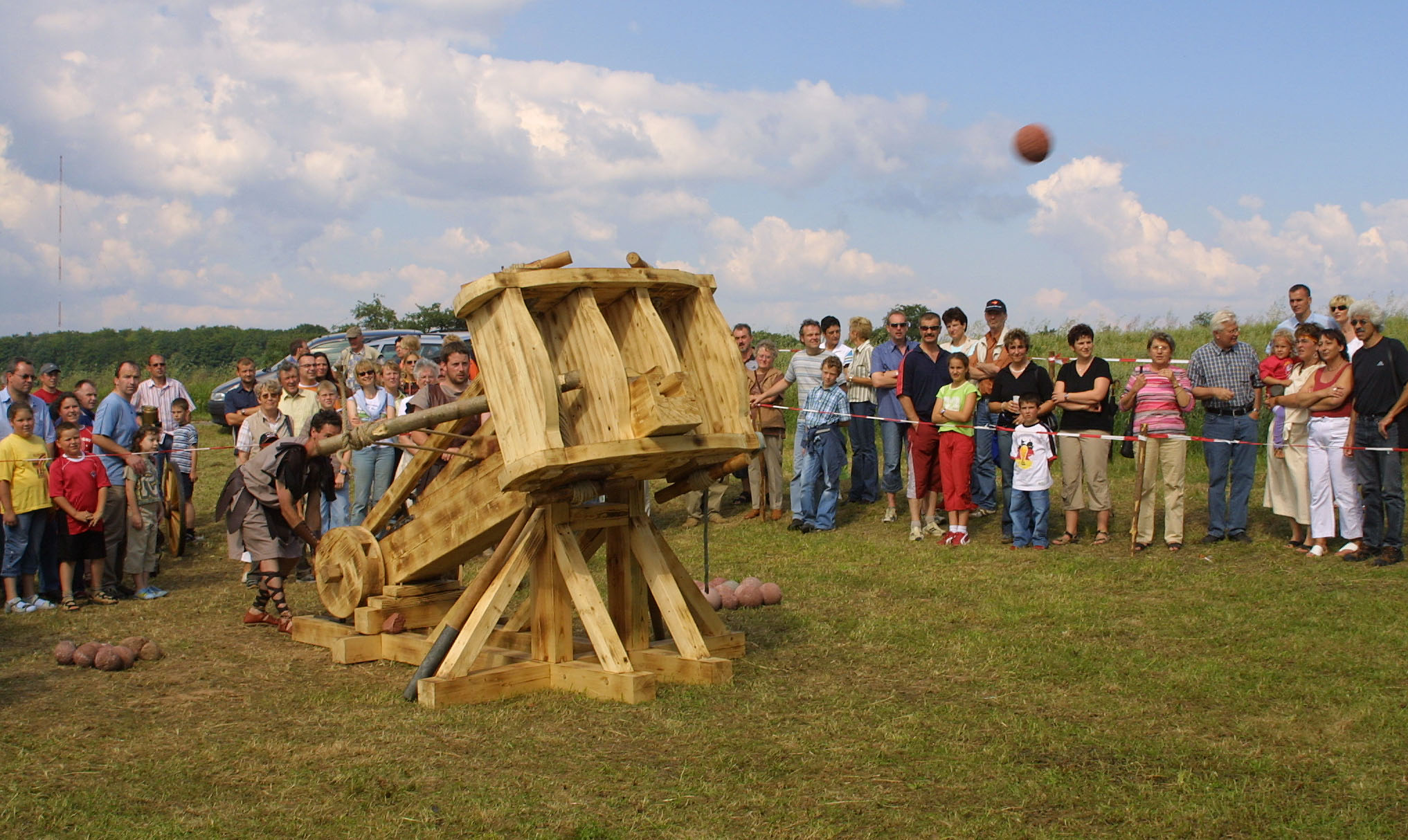
Beim Römerfest 2005 in Schloßau kam auch dieser Nachbau einer römischen Ballista zum Einsatz

Ein bemerkenswerter Fund ist ein 1850 entdeckter Weihealtar, der wertvolle Informationen über die in Schloßau stationierte Auxiliartruppe liefert. Er wurde laut Inschrift von dem Zenturio Titus Manius Magnus gestiftet, der aus Sinope, einer Schwarzmeerstadt in Paphlagonien stammte. Dieser Offizier war von der im niedermösischen Troesmis liegenden Legio V Macedonica (5. mazedonischen Legion) an der unteren Donau zur Legio XXII Primigenia nach Mainz (Mogontiacum) gekommen und wohl von dort als Kommandeur nach Schloßau abgestellt worden. Hier befehligte er die örtliche Besatzung, eine Hilfstruppe mit Namen Numerus Brittonum Triputiensium.
Die Forschung diskutiert aufgrund von unterschiedlichen Befunden, dass die Brittonen-Einheiten, im Gegensatz zu den anderen Truppenverbänden, während und nach dem Aufbau der neuen, rund 20 bis 30 Kilometer weiter östlich liegenden Grenzanlagen, möglicherweise noch bis mindestens 158 n. Chr., am Odenwaldlimes verblieben. In dieses Jahr datiert ein Altar der Elzbrittonen im Odenwalder Kastellbad Neckarburken. Wie es scheint, wurde auch der Wachbetrieb an den Odenwaldtürmen zumindest teilweise noch in der beginnenden zweiten Hälfte des 2. Jahrhunderts aufrechterhalten, darauf deuten Keramikfunde vom Limeswachturm Wp 10/54 hin, die allgemein in die Zeit nach 150 n. Chr., datiert werden. Eventuell waren auch noch organisatorische Etappendienste für die neue Limeslinie zu erledigen und die endgültige Räumung  der alten Militäranlagen vorzubereiten. Die Vermutung einer getrennten Vorverlegung der Brittonen und der übrigen Hilfstruppen steht und fällt mit der Annahme, dass die erhaltene Inschrift des von 152 bis 155 n. Chr. amtierenden Statthalters Gaius Popilius Carus Pedo, welche für diese Jahre besondere militärische Aufgaben erwähnt, auch tatsächlich die Neuorganisation und Vorverlegung der Truppen an den neuen, Vorderen Limes meint. Tatsache ist, dass die bisher ältesten absolut datierbaren dendrochronologischen Daten im Bereich der neuen Grenzlinie aus der Osterburkener Station der dortigen Straßenpolizei (Benefiziarier) stammt und diese für das Jahr 159 n. Chr. ausweisen. Sicher ist, dass der Schloßauer Numerus Brittonum Triputiensium bis spätestens um 159/160 n. Chr. in das neu angelegte Kastell von Miltenberg an den Main (Kastell Miltenberg-Altstadt) vorverlegt wurde.

## Vicus

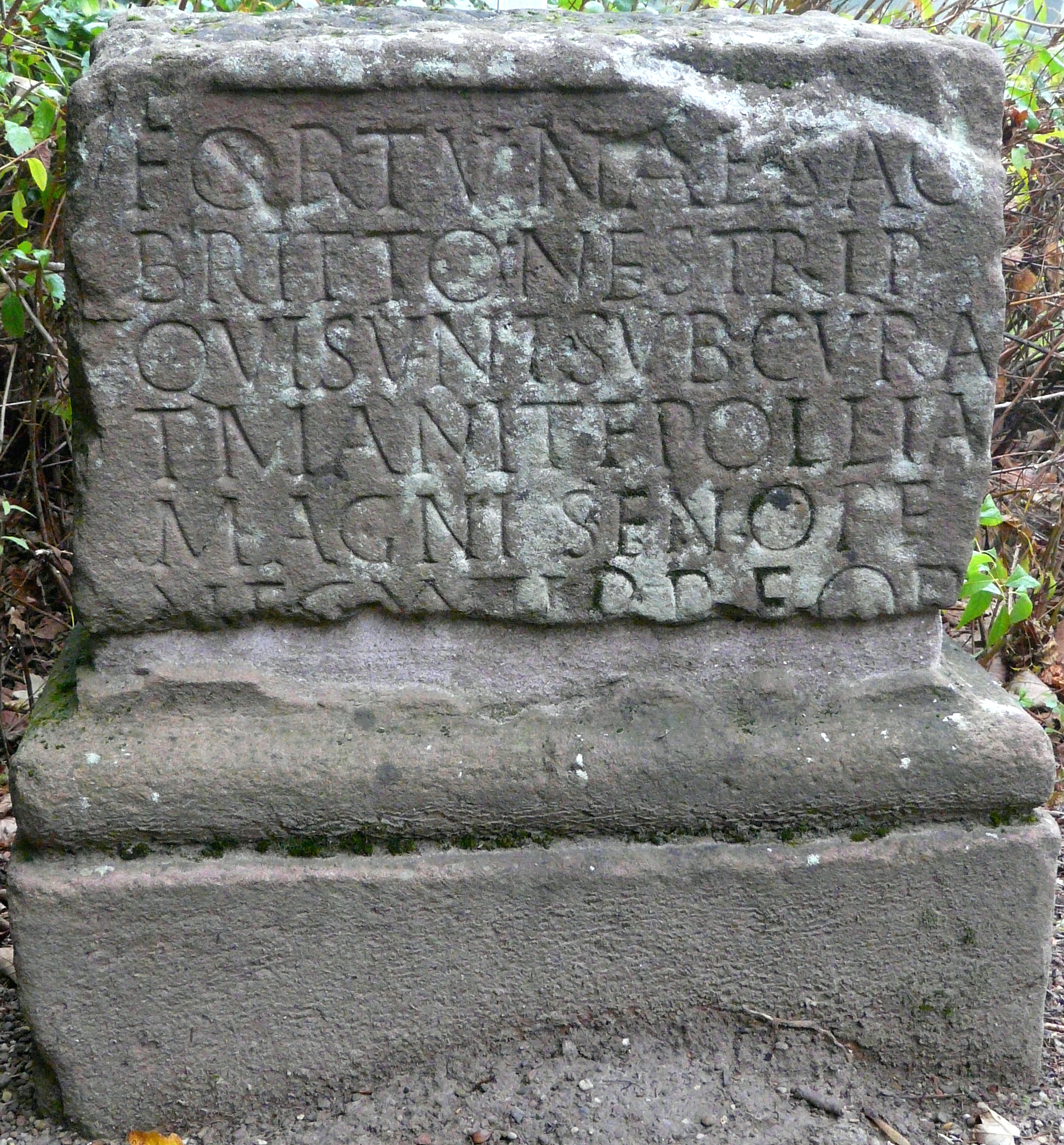
Inschriftenstein aus Schloßau. AO: Eulbacher Park

Oberteil eines Grabsteins aus Schloßau
(Umzeichnung 1897)

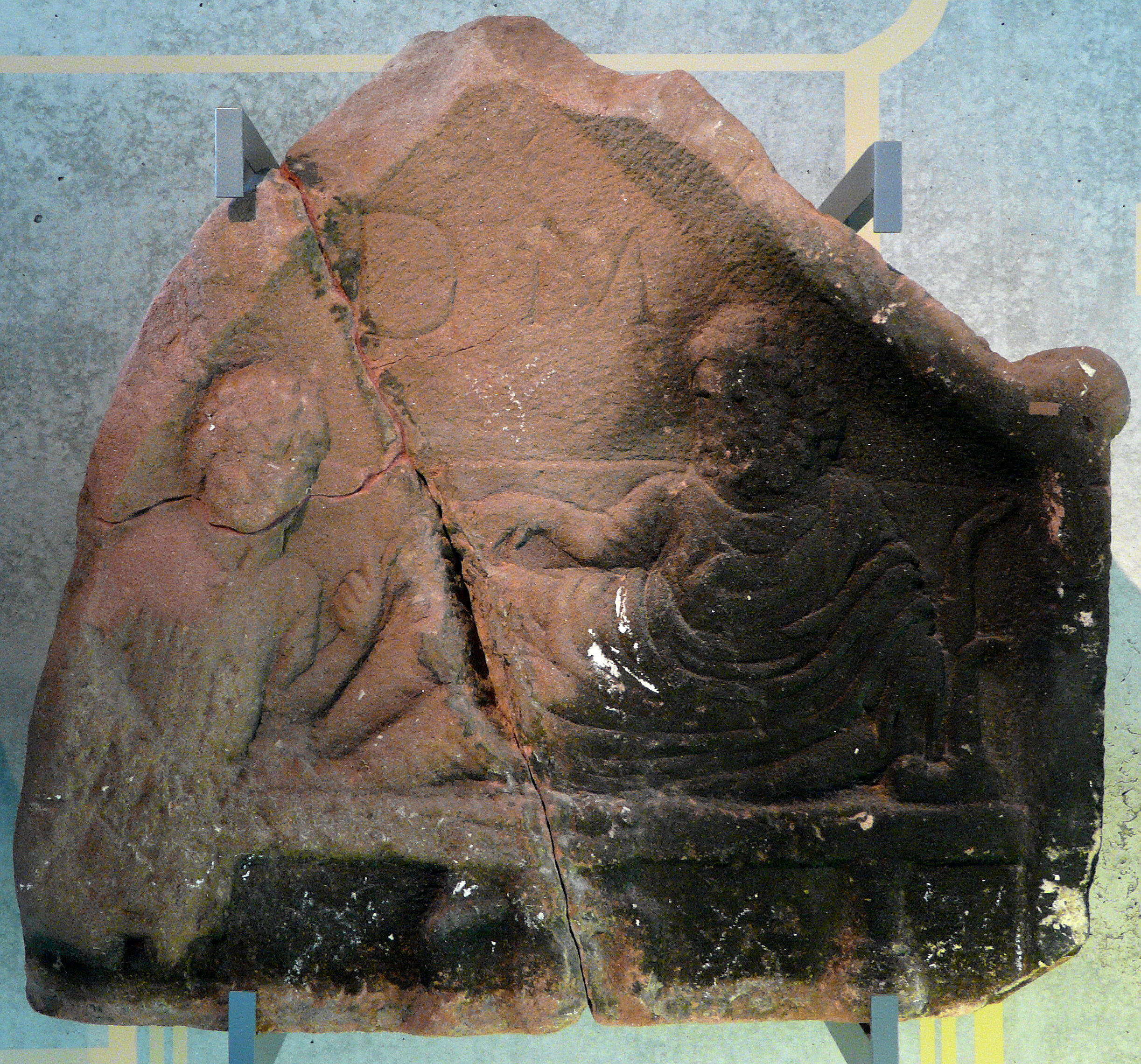
Derselbe Stein im Römermuseum Osterburken (2009)

Der Vicus, die Zivilsiedlung des Kastells, in dem sich der Tross der Truppe, Angehörige von Soldaten, Händler, Handwerker, Schankwirte, Freudenmädchen und andere Dienstleister niederließen, erstreckte sich in Schloßau nach den bisherigen Erkenntnissen vorrangig südlich des Kastells. Er war dort bereits durch die Reichs-Limeskommission vermutet worden und konnte durch die Ausgrabungen der Jahre 2003 bis 2007 bis auf eine Entfernung von knapp 400 m südlich der Porta principalis dextra und bis zu einer Breite von knapp 200 m nachgewiesen werden. Zentrale Achse war die bis zu sechs Meter breite, im gepflasterte Ausfallstraße, die vom Kastell kommend die Thermen passierte, den Vicus durchquerte und dann weiter bis zum Kastell Oberscheidental führte. Der bisher freigelegte Siedlungsbereich begann etwa auf Höhe der Kastellthermen. Insgesamt konnten drei Bauphasen unterschieden werden.

### Phase 1
Zur ersten Phase gehörten das Kastellbad, Schmiedeessen sowie einige Töpferöfen und ein 2003 ergrabener 19,50 Meter langer Ziegelbrennofen. Die aus der Verfüllung und dem Kamin des Ziegelbrennofens geborgenen zwanzig gestempelten Ziegel weisen auf einen Bautrupp der Legio XII Primigenia, der wohl hier zur Erbauung des Kastells Quartier bezog. Interessanterweise haben die meisten Stempel ein ganz unterschiedliches Aussehen. Gleichfalls in die Stufe der frühe Besiedlung gehört die erste, drei bis vier Meter breite Bauphase der Vicusstraße, sowie ein größeres Gebäude unbekannter Zweckbestimmung südlich der Straße. Im Jahre 2004 wurde ein rechteckiger Ofen mit zwei Kammern aufgedeckt, der nach Ansicht der Experten der ersten Nutzungsphase zuzurechnen ist und der Metallverarbeitung diente, da dort auch Schmiedeschlacken erhalten waren.

### Phase 2
Vermutlich erst in der zweiten Bauphase wurde der Vicus von seinen späteren Bewohnern bezogen. Dafür sprechen einige in dieser Phase errichtete, etwa 20 Meter lange Streifenhäuser, die in Fachwerkbautechnik entlang der nunmehr fünf bis sechs Meter breiten, gepflasterten Straße errichtet worden waren. Die Gleichförmigkeit der in den Häusern befindlichen Herdstellen spricht für eine schematisch geplante Anlage, ähnlich der heutigen Reihenhausbauweise.

### Phase 3
Zur Phase 3 werden vier hervorragend erhalte Töpferöfen mit Lochtennen gerechnet, die ebenfalls 2003 ans Licht kamen. Der gute Erhaltungszustand war der Tatsache geschuldet, dass die Öfen in den anstehenden Fels eingetieft waren. In einem der Öfen fanden die Archäologen 20 verformte Töpfe, so genannte Fehlbrände. Offenbar war der Ofen zu heiß gelaufen und dadurch zerstört worden. In einem anderen dieser Öfen fand sich in der Verfüllung seiner Bedienungsgrube eine kleine Terrakottafigur, die einen Hahn darstellt und höchstwahrscheinlich als Kinderspielzeug hergestellt worden war.
Das Gräberfeld befand sich schwerpunktmäßig östlich der Ausfallstraße, nach römischem Brauch außerhalb des besiedelten Gebiets.
Der Vicus wurde nach Aufgabe des Kastells und der Verlegung des Numerus an den obergermanischen Limes vermutlich vor allem von Handwerkern weiter bewohnt. Im Zusammenhang damit könnte ein Heiligtum wenige Kilometer nördlich im Gewann Schneidershecke stehen.

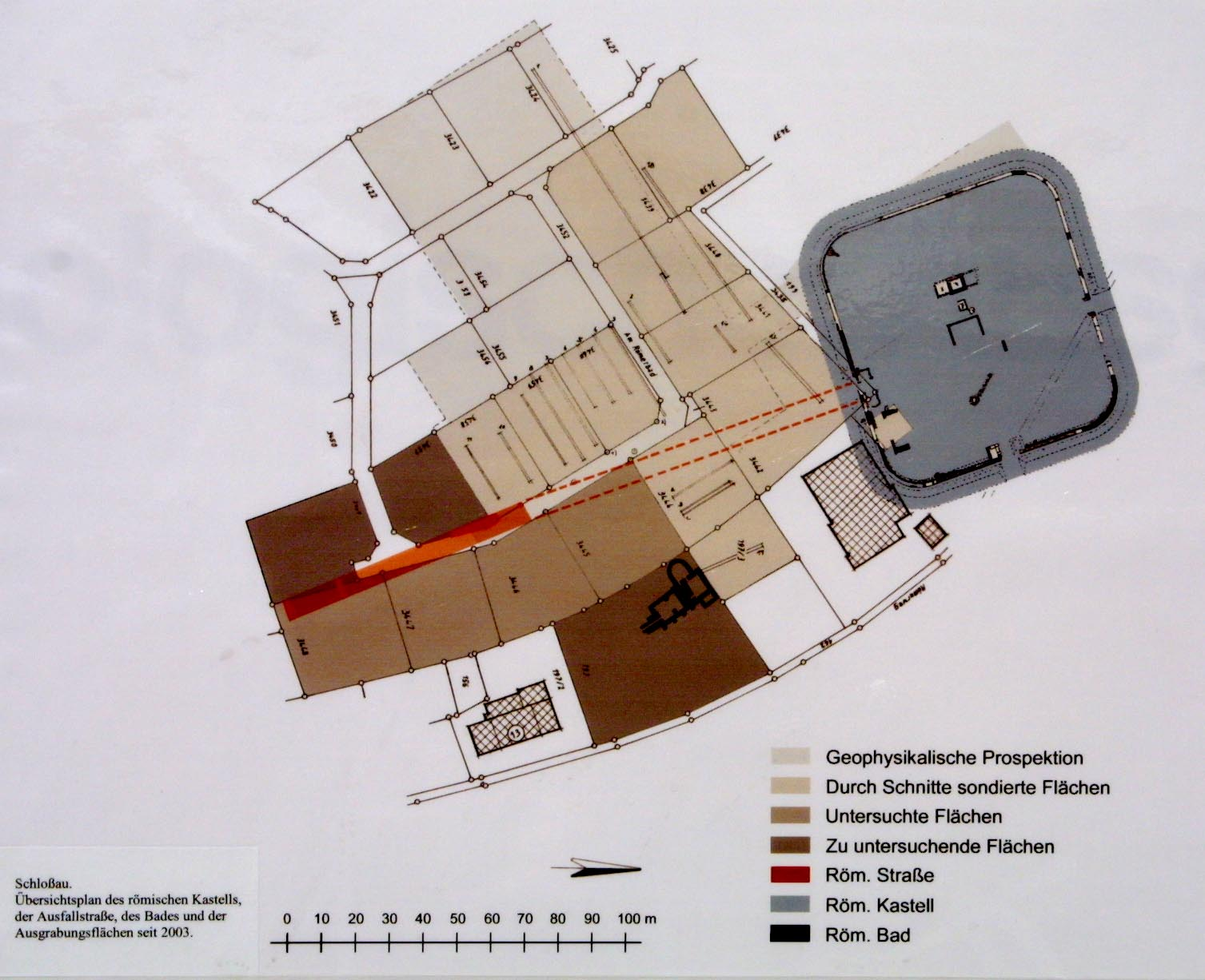
Übersicht der Grabungsarbeiten (Stand 2005)
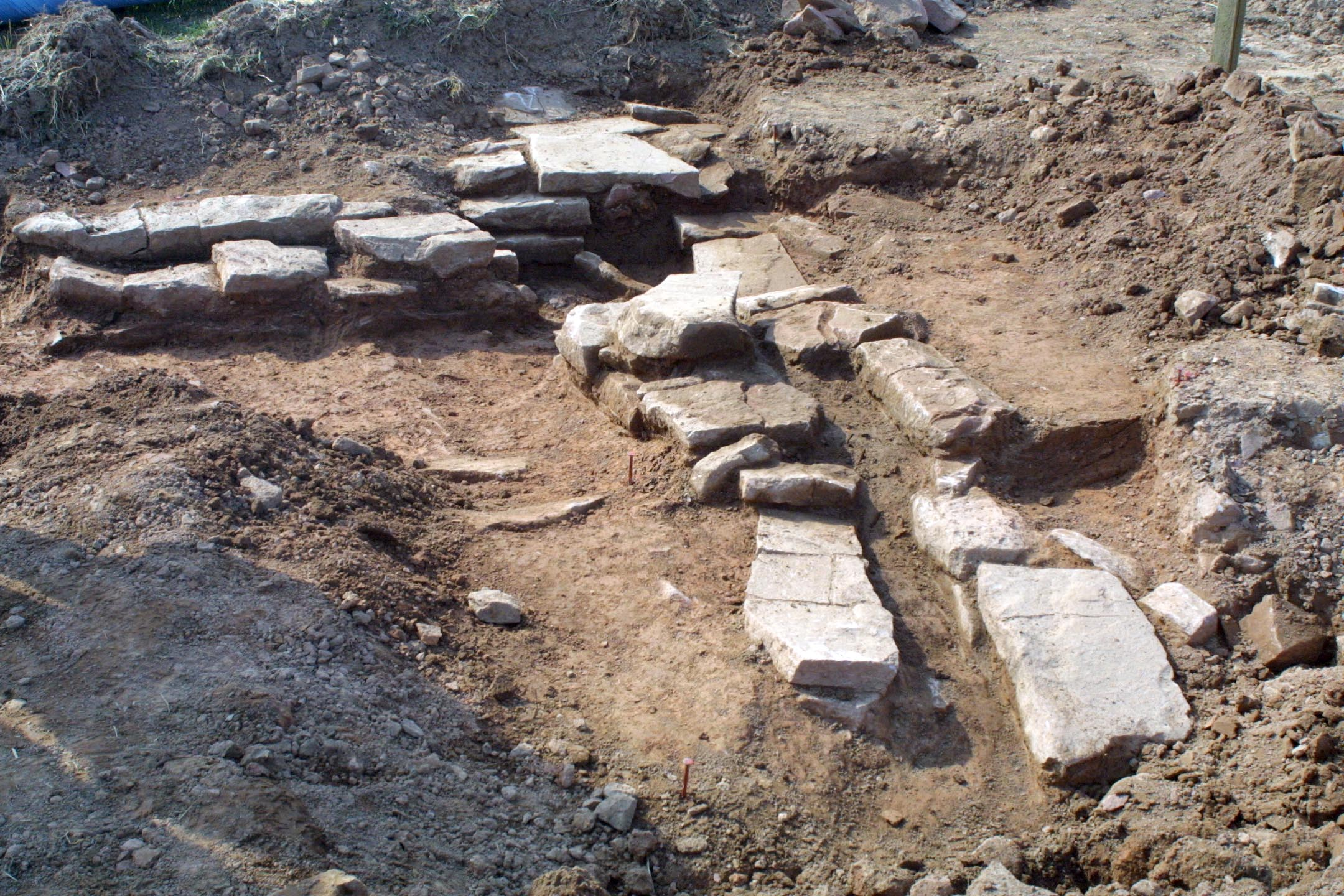
Im April 2003 begannen großflächige Grabungen im bis dahin fast unbekannten Vicus
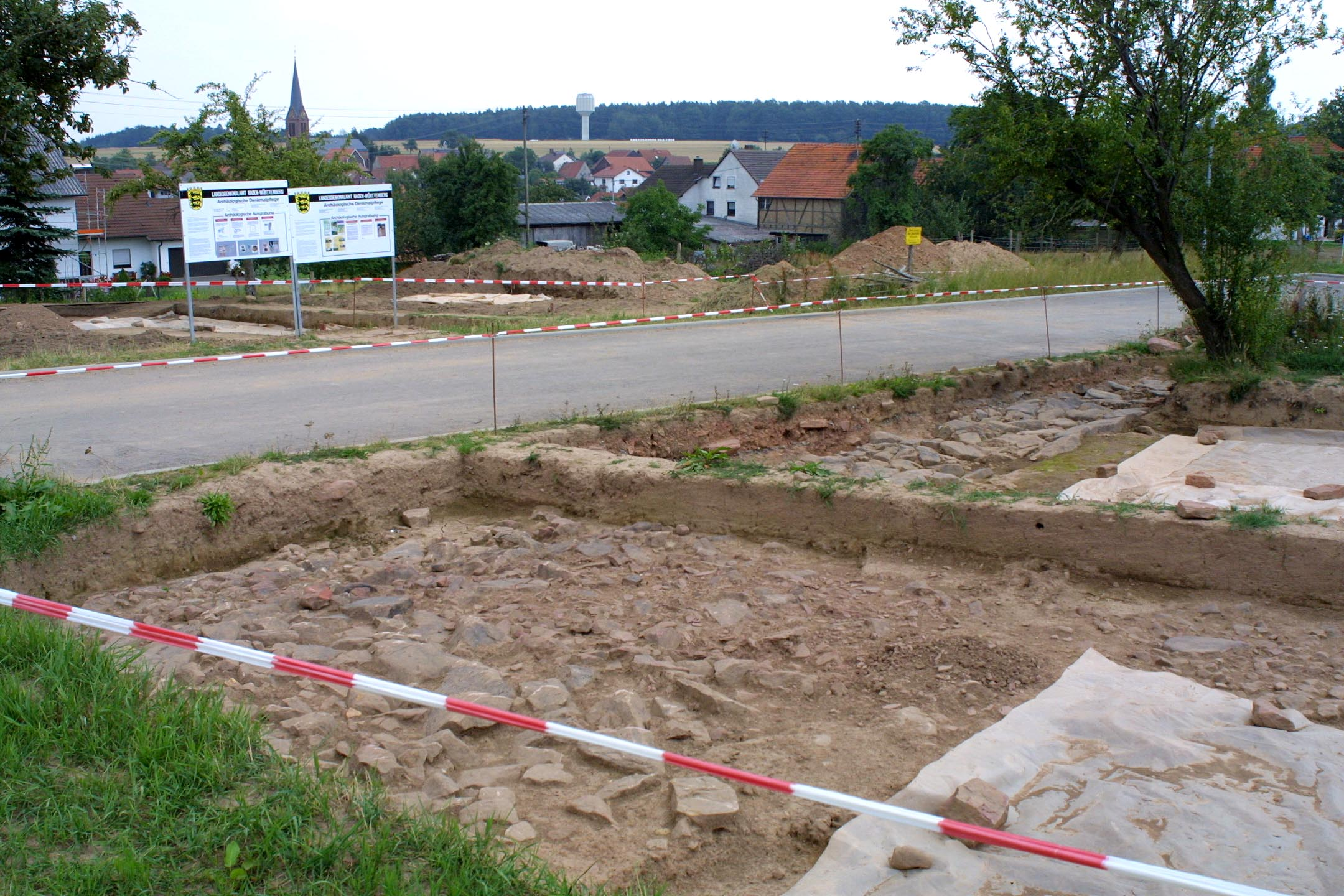
Stand der Grabungsarbeiten im August 2004
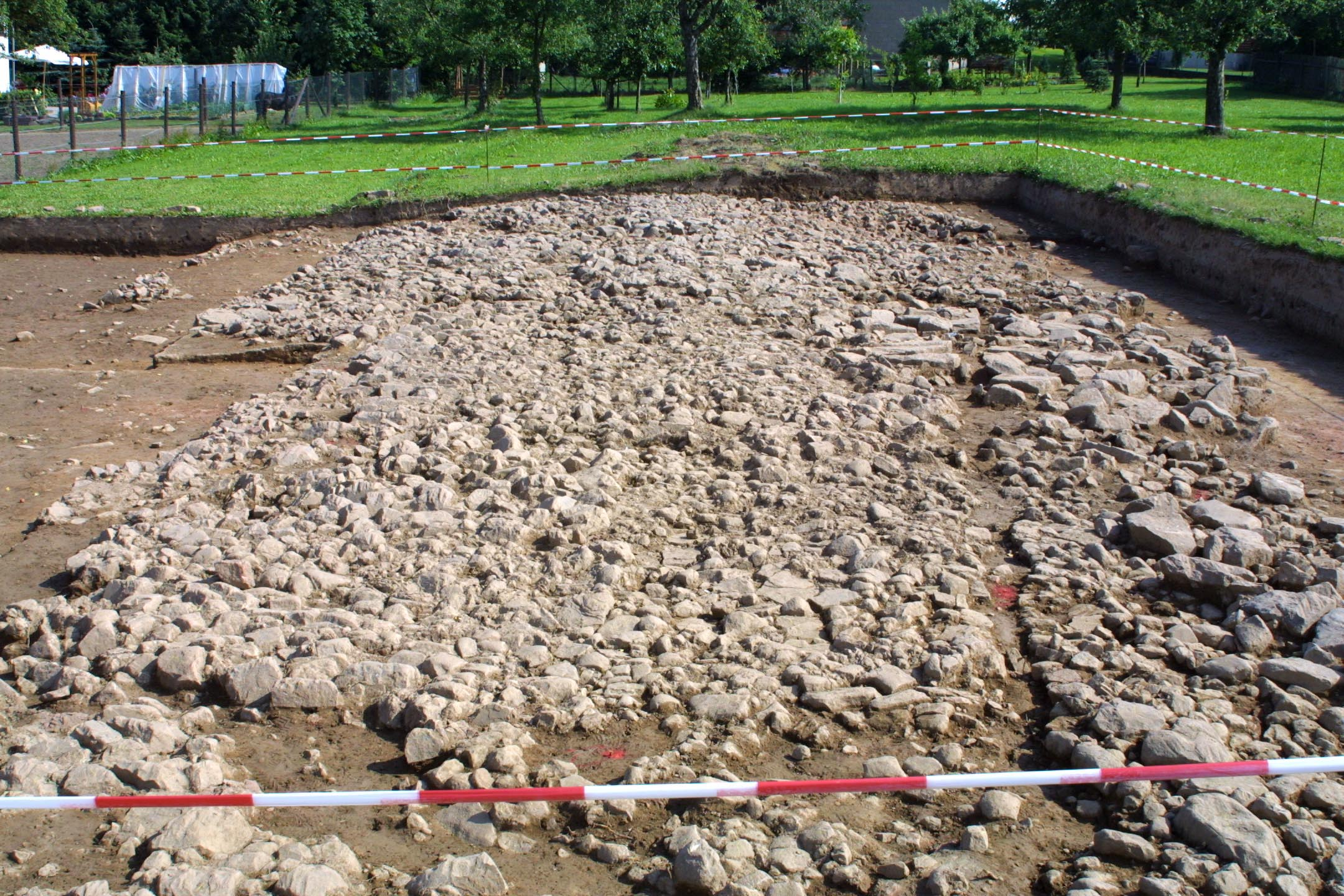
Die 2005 freigelegten, sehr gut erhaltenen Reste der vom Südtor des Kastells durch den Vicus führenden Straße
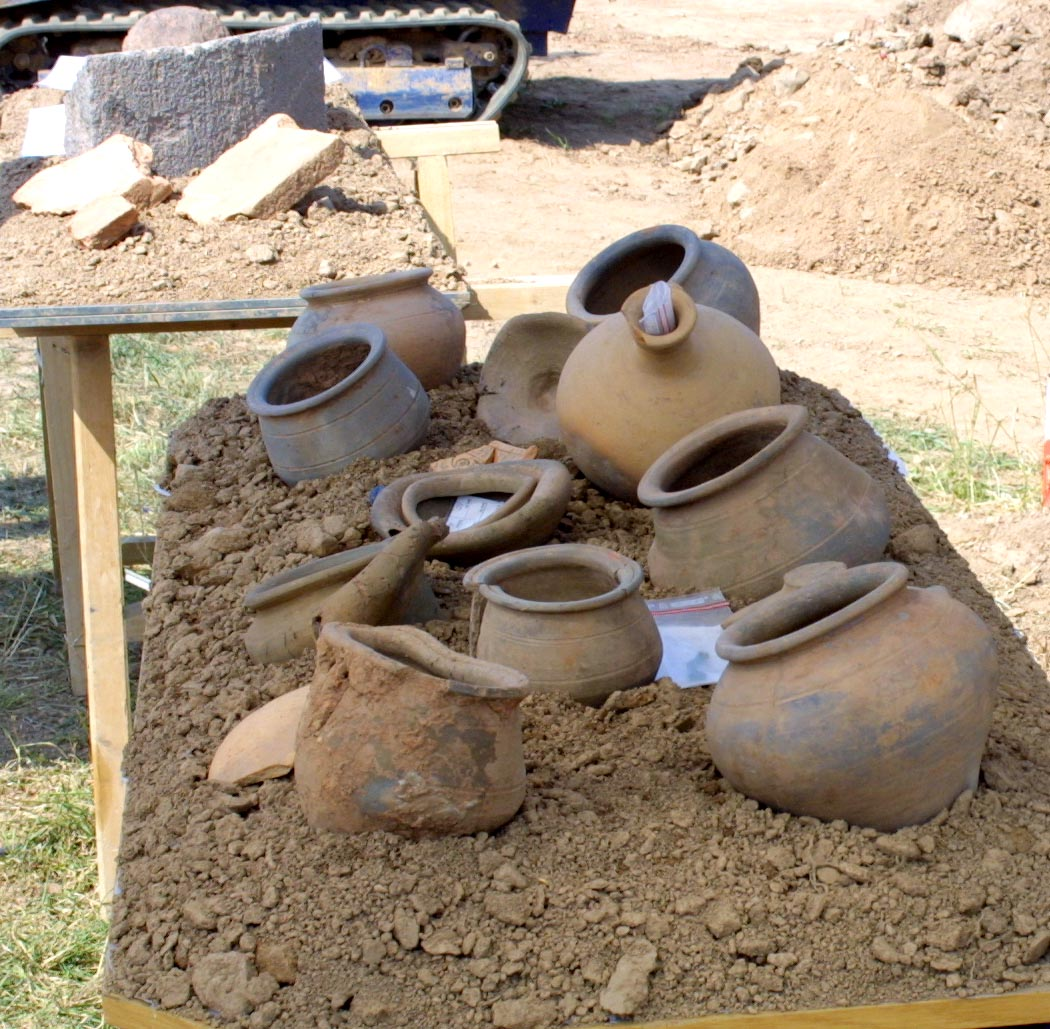
Fehlbrände aus einem 2004 freigelegten Töpferofen im Lagerdorf
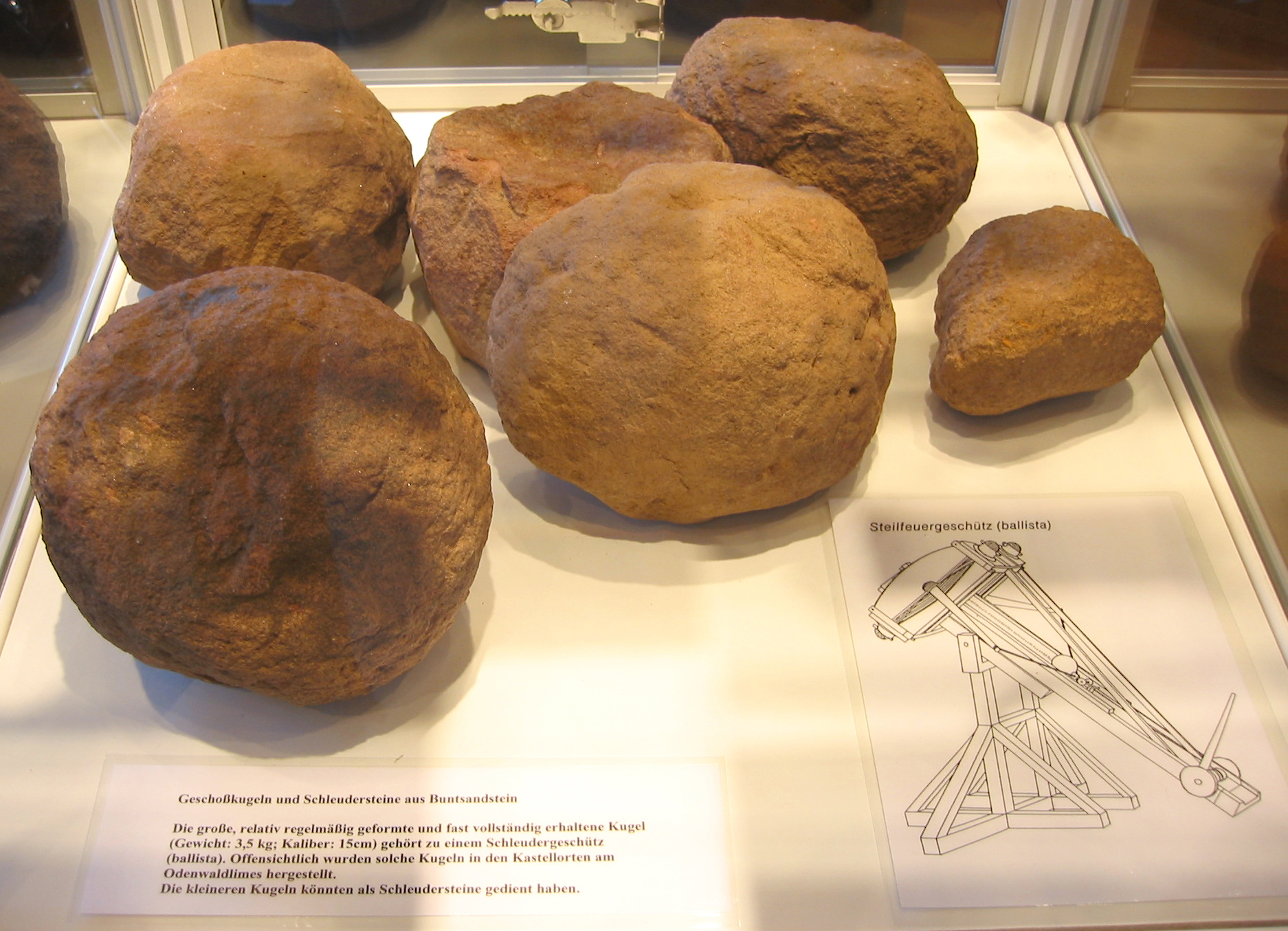
Im Vicus Schloßau gefundene Geschosskugeln und Schleudersteine aus Buntsandstein
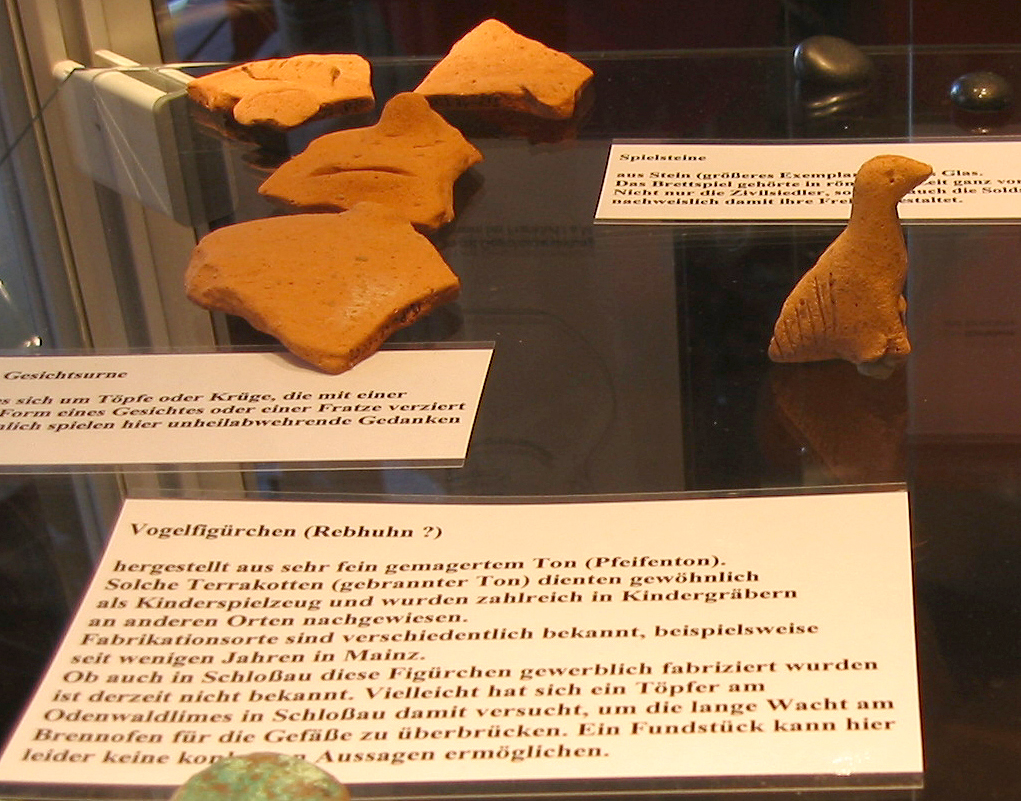
Funde aus dem Vicus

## Limesverlauf zwischen den Kastellen Schloßau und Oberscheidental
Bei Schloßau ändert der Limes grundlegend seine Verlaufsrichtung und Struktur. Hatte er sich nördlich des Ortes den topographischen Gegebenheiten des Odenwaldlimes angepasst und war er zuletzt (vom Kleinkastell Zwing bis Schloßau) in südöstliche Richtung verlaufen, so knickt er jetzt scharf in nahezu südliche Richtung ab und behält die folgenden rund 35 Kilometer – in schnurgeradem, die Topographie der Landschaft nicht berücksichtigendem Verlauf – diese Ausrichtung bei. Damit nimmt er quasi die spätere Konstruktionsweise des Vorderen Limes vorweg. Bis Oberscheidental, dem nächsten Kastellort, läuft er über ein Plateau mit nur geringen Höhenunterschieden und fällt dabei insgesamt lediglich um rund zehn Höhenmeter ab. Auf diesem Weg, der heute teils bewaldet, teils landwirtschaftlich genutzt ist, passiert er vier weitere Turmstellen, von denen jedoch drei nur vermutet sind. Dies kann durch eine Zerstörung der Turmstellen durch Überpflügen verursacht sein, aber auch dem Umstand geschuldet sein, dass der Limesverlauf weiter östlich anzunehmen ist, als lange vermutet worden war.
| ORL       | Name/Ort                | Beschreibung/Zustand |
| ORL 51    | Kastell Schloßau        | siehe oben |
| Wp 10/39/ | „Im Striet“             | Auf Grund der Geländebeschaffenheit vermutete, aber nicht archäologisch nachgewiesene Turmstelle. |
| Wp 10/40  | „Am Galmbacher Weg“     | Auf Grund von älteren Gesteinsfunden vermutete, aber nicht archäologisch nachweisbare Turmstelle. Möglicherweise abgegangen. |
| Wp 10/41  | „Im Heunenhaus“         | Bereits zur Zeit der Reichs-Limeskommission nicht mehr nachweisbare Turmstelle. Durch Steinraub abgegangen. |
| Wp 10/42  | „Im Säubaumacker“       | Turmstelle mit mindestens einem Holzturm und einem Steinturm. Von Wilhelm Conrady wurde 1883 ein quadratischer Steinturm mit einer Seitenlänge von 5,60 m nachgewiesen. Karl Zangemeister berichtete in diesem Zusammenhang von fein gearbeiteten Gesimsstücken. Luftbildaufnahmen aus dem 20. Jahrhundert schließlich zeigen die dunkle Verfärbung des Ringgrabens eines Holzturmes. |
| ORL 52    | Kastell Oberscheidental | siehe Hauptartikel Kastell Oberscheidental |

## Denkmalschutz
Das Kastell Schloßau und die erwähnten Bodendenkmale sind geschützt als Kulturdenkmale nach dem Denkmalschutzgesetz des Landes Baden-Württemberg (DSchG). Nachforschungen und gezieltes Sammeln von Funden sind genehmigungspflichtig, Zufallsfunde an die Denkmalbehörden zu melden.